# Biroul politic al Comitetului Central al Partidului Comunist al Uniunii Sovietice
Biroul politic (în rusă: Политбюро), cunoscut drept Prezidiu din 1952 până în 1966, a funcționat ca organismul central de guvernare și de conducere politică al Partidului Comunist al Uniunii Sovietice. Era format din cei mai de frunte membri ai Comitetului Central. În teorie, acest organ funcționa ca birou politic (de aici și Politbiuro) al Comitetului Central, ales de ei pentru conducerea Partidului între sesiunile Comitetului Central și având un mandat care se referea numai și numai la afacerile Partidului. Biroul politic era responsabil în fața Comitetului Central, iar membrii săi erau supuși aprobării aceluiași organism.
În realitate, Biroul politic supraveghea operațiile CC-ului și lua toate deciziile politice importante, pe care le trecea spre aprobare Comitetului Central, Sovietului Suprem și Congresului Partidului Comunist al Uniunii Sovietice. Controlul său se extindea din partid în aria guvernamentală, deoarece numai membrii partidului dețineau funcții guvernamentale iar de aceea disciplina de partid asigura că politica Politburo era implementată de toate organizațiile guvernamentale. Un exemplu al al nesocotirii voinței Biroului politic de către Comitetul Central al Partidului Comunist al Uniunii Sovietice a fost învingerea așa-numitului Grup antipartinic din 1958. 
Lenin a hotărât în 1917 ca un birou politic să conducă în mod direct Revoluția, iar după cel de-al optulea Congres al Partidului din 1919, acel birou politic a devenit adevăratul centru al puterii politice în Uniunea Sovietică. La începuturi, Biroul politic era format din cinci membri: Lenin, Troțki, Stalin, Kamenev și Krestinski.
Deși, în mod teoretic un birou politic era ales de jos în sus, în practică, membrii conducători ai Biroului politic și, în mod special Lenin, determinau compoziția CC-ului care, până la urmă, reflecta influența și puterea a diferiților indivizi din partid, precum și alianțele lor din Biroul politic și din afara lui. 
În timpul lui Stalin, procesul în care era determinată conducerea Partidului a devenit o probleme în întregime ierarhică. Secretarul General (Stalin) determina compoziția Biroului politic și chiar a Comitetului Central și nu invers. După moartea lui Stalin, autoritatea Secretarului General a fost mai mare sau mai mică iar compoziția Politbiuroului a devenit din nou o oglindă alianțelor schimbătoare dintre liderii partidului și dintre grupurile de interese din partid, cel puțin până un Secretar General reușea să-și consolideze puterea. 
Politbiuro avea membri plini și supleanți. Mărimea Politbiuro-ului a variat, dar în general a fost de 14 membri plini și 8 supleanți (candidați). Secretarul General al Partidului, care era de cele mai multe ori și șeful Comitetului Central, avea cea mai mare putere. În practică, cei mai puternici membri ai Politburoului erau de asemenea membri ai Secretariatului al CC al PCUS, Secretarul General conducând acest grup. 
Cai care aveau locuri numai în unul din cele două corpuri conducătoare aveau o putere mai redusă. Puține femei au ajuns vreodată membri ai Politbiuro. 
În 1990, cel de-al 28-lea Congres al Partidului a fost de acord să transfere puterile Politbiuro-ului Parlamenului, Politbiuro-ul încetându-și existența în august 1991
Vezi de asemenea: Organizarea Partidului Comunist al URSS

## Membri ai Politbiuro-ului/Prezidiului
| Date                    | Comentarii |
| ----------------------- | --- |
| 10/23 octombrie 1917    | Bubnov, Zinoviev, Kamenev, Lenin, Sokolnikov, Stalin și Troțki aleși membri ai Biroului Politic la ședința Comitetului Central |
| octombrie 1917          | Biroul Politic și-a încetat funcționarea după succesul Revoluției Bolșevice din Petrograd (25 octombrie [7 noiembrie], 1917) |
| 25 martie 1919          | Kamenev, Krestinski, Lenin, Stalin și Troțki sunt aleși membri plini de plenara CC; Buharin, Zinoviev și Kalinin sunt aleși membri supleanți |
| iulie - septembrie 1919 | În conformitate cu acordul dintre Politbiuro și Orgbiuro, secretarul al CC al Stasova a făcut parte temporar din Politbiuro iulie-septembrie 1919 |
| 5 aprilie 1920          | Kamenev, Krestinski, Lenin, Stalin și Troțki sunt aleși membri plini la plenara CC; Buharin, Zinoviev și Kalinin sunt aleși membri supleanți |
| 16 martie 1921          | Zinoviev, Kamenev, Lenin, Stalin și Troțki sunt aleși membri deplini la plenara CC; Buharin, Kalinin și Molotov sunt aleși membri supleanți |
| 3 aprilie 1922          | Zinoviev, Kamenev, Lenin, Rîkov, Stalin, Tomski și Troțki sunt aleși membri plini la plenara CC; Buharin, Kalinin și Molotov sunt aleși membri supleanți |
| 26 aprilie 1923         | Zinoviev, Kamenev, Lenin, Rîkov, Stalin, Tomski și Troțki sunt aleși membri plini la plenara CC; Buharin, Kalinin, Molotov și Rudzutak sunt aleși membri supleanți |
| 21 ianuarie1924         | Lenin moare |
| 2 iunie 1924            | Buharin, Zinoviev, Kamenev, Rîkov, Stalin, Tomski și Troțki sunt aleși membri plini la plenara CC; Dzerjinski, Kalinin, Molotov, Rudzutak, Sokolnikov și Frunze sunt aleși membri supleanți |
| 31 octombrie 1925       | Frunze moare |
| 1 ianuarie 1926         | Buharin, Voroșilov, Zinoviev, Kalinin, Molotov, Rîkov, Stalin, Tomski și Troțki aleși membri plini la plenara CC ; Dzerjinski, Kamenev, Petrovski, Rudzutak și Uglanov aleși membri supleanți |
| 20 iulie 1926           | Dzerjinski moare |
| 23 iulie 1926           | Zinoviev eliberat din funcție la plenara Comitetului Central; Rudzutak ales membru plin; membri supleanți realeși:Andreiev, Kaganovici, Kamenev, Kirov, Mikoian, Ordjonikidze, Petrovski, Uglanov |
| 23 octombrie 1926       | Troțki și Kamenev eliberați din funcție la plenara reunită a Comitetului Central și a Comisiei Centrale de Control |
| 3 noiembrie 1926        | Ordjonikidze eliberat din funcție la plenara reunită a Comitetului Central și a Comisiei Centrale de Control Ciubar ales membru supleant |
| 19 decembrie 1927       | Buharin, Voroșilov, Kalinin, Kuibîșev, Molotov, Rîkov, Rudzutak, Stalin și Tomski aleși membri plini la plenara CC ; Andreiev, Kaganovici, Kirov, Kosior, Mikoian, Petrovski, Uglanov și Ciubar aleși membri supleanți |
| 29 aprilie 1929         | Uglanov eliberat din funcție la plenara CC ; Bauman ales membru supleant |
| 21 iunie 1929           | Sirțov ales membru supleant la plenara CC |
| 17 noiembrie 1929       | Buharin eliberat din funcție la plenara CC |
| 13 iulie 1930           | Voroșilov, Kaganovici, Kalinin, Kirov, Kosior, Kuibîșev, Molotov, Rudzutak, Rîkov și Stalin aleși membri plini la plenara CC ; Andreiev, Mikoian, Petrovski, Sirțov și Ciubar aleși membri supleanți |
| 1 decembrie 1930        | Sirțov eliberat din funcție la plenara CC |
| 21 decembrie 1930       | Rîkov și Andreiev eliberați din funcție la plenara reunită a Comitetului Central și a Comisiei Centrale de Control; Ordjonikidze ales membru plin |
| 4 februarie 1932        | Rudzutak eliberat din funcție la plenara CC ; Andreiev ales membru plin |
| 10 februarie 1934       | Andreiev, Voroșilov, Kaganovici, Kalinin, Kirov, Kosior, Kuibîșev, Molotov, Ordjonikidze și Stalin aleși membri plini la plenara CC ; Mikoian, Petrovski, Postișev, Rudzutak și Ciubar aleși membri supleanți |
| 1 decembrie 1934        | Kirov asasinat |
| 25 ianuarie 1935        | Kuibîșev moare |
| 1 februarie 1935        | Mikoian și Ciubar aleși membri plini la plenara CC , Jdanov și Eikhe aleși membri supleanți |
| 18 februarie 1937       | Ordjonikidze se sinucide |
| 26 mai 1937             | Rudzutak exclus din CC și din partid după ce a fost arestat pe 25 mai 1937 |
| 12 octombrie 1937       | Ejov ales membru supleant la plenara CC |
| 14 ianuarie 1938        | Postișev eliberat din funcție la plenara CC ; Hrușciov ales membru supleant |
| 29 aprilie 1938         | Eikhe arestat |
| 3 mai 1938              | Kosior arestat (executat pe 26 februarie 1939) |
| 16 iunie 1938           | Ciubar eliberat din funcție prin decizia Politbiuro |
| 22 martie 1939          | Andreiev, Voroșilov, Jdanov, Kaganovici, Kalinin, Mikoian, Molotov, Stalin și Hrușciov aleși membri plini la plenara CC ; Beria și Șvernik aleși membri supleanți |
| 21 februarie 1941       | Voznesenski, Malenkov și Șcerbakov aleși membri supleanți la plenara CC |
| 10 mai 1945             | Șcerbakov moare |
| 18 martie 1946          | Beria și Malenkov aleși membri plini, Bulganin și Kosîghin membri supleanți la plenara CC |
| 3 iunie 1946            | Kalinin moare |
| 26 februarie 1947       | Vojesenski ales membru plin la plenara CC |
| 18 februarie 1948       | Bulganin aprobat membru plin |
| 31 august 1948          | Jdanov moare |
| 4 septembrie 1948       | Kosîghin aprobat membru plin |
| 7 martie 1949           | Vojesenski eliberat din funcție |
| 16 octombrie 1952       | Andrianov, Aristov, Beria, Bulganin, Voroșilov, Ignatiev, Kaganovici, Korotcenko, Kuznețov, Kuusinen, Malenkov, Malîșev, Melnikov, Mikoian, Mihailov, Molotov, Pervuhin, Ponomarenko, Saburov, Stalin, Suslov, Hrușciov, Cesnokov, Șvernik, Șkiriatov; membri supleanți : Brejnev, Vîșinski, Zverev, Ignatov, Kabanov, Kosîghin, Patolicev, Pegov, Puzanov, Tevosian, Iudin Biroul neoficial al prezidiumului: Beria, Bulganin, Voroșilov, Kaganovici, Malenkov, Pervuhin, Saburov, Stalin, Hrușciov |
| 5 martie 1953           | Prezidiul reales la sesiunea reunită a Comitetului Central, Consiliului de Miniștri și a Prezidiului Sovietului Suprem: Beria, Bulganin, Voroșilov, Kaganovici, Malenkov, Mikoian, Molotov, Pervuhin, Saburov, Stalin, Hrușciov; membri supleanți : Bagirov, Melnikov, Ponomarenko, Șvernik |
| 5 martie 1953           | Stalin moare |
| 6 iunie 1953            | Melnikov eliberat din funcție la plenara CC ; Kiricenko ales membru supleant |
| 7 iulie 1953            | Beria eliberat din funcție la plenara CC (arestat pe 26 iulie 1953) |
| 17 iulie 1953           | Bagirov eliberat din funcție la plenara CC |
| 12 iulie 1955           | Kiricenko și Suslov aleși membri plini la plenara CC |
| 27 februarie 1956       | Bulganin, Voroșilov, Kaganovici, Kirichenko, Malenkov, Mikoian, Molotov, Pervuhin, Saburov, Suslov, Hrușciov; membri supleanți : Brejnev, Jukov, Muhitdinov, Furtseva, Șvernik, Shepilov |
| 14 februarie 1957       | Kozlov ales membru supleant la plenara CC |
| 29 iunie 1957           | Kaganovici, Malenkov, Molotov și Shepilov eliberat din funcție la plenara CC ; Prezidiul reales: Aristov, Belyaev, Brejnev, Bulganin, Voroșilov, Jukov, Ignatov, Kirichenko, Kozlov, Kuusinen, Mikoian, Suslov, Furtseva, Hrușciov, Șvernik; membri supleanți : Kalnberzin, Kirilenko, Korotcenko, Kosîghin, Mazurov, Mjavanadze, Muhitdinov, Pervuhin, Pospelov. |
| 29 octombrie 1957       | Jukov eliberat din funcție la plenara CC |
| 17 decembrie 1957       | Muhitdinov ales membru plin la plenara CC |
| 18 iunie 1958           | Podgornîi și Polianski aleși membri supleanți la plenara CC |
| 5 septembrie 1958       | Bulganin eliberat din funcție la plenara CC |
| 4 mai 1960              | Beliaev și Kiricenko eliberați din funcție la plenara CC ; Kosîghin, Podgornîi și Polianski aleși membri plini |
| 16 iulie 1960           | Voroșilov eliberat din funcție la plenara CC |
| 18 ianuarie 1961        | Voronov și Grișin aleși membri supleanți la plenara CC |
| 31 octombrie 1961       | Brejnev, Voronov, Kozlov, Kosîghin, Kuusinen, Mikoian, Podgornîi, Polianski, Suslov, Hrușciov, Șvernik; membri supleanți : Grișin, Mazurov, Mjavanadze, Rașidov, Șcerbițki . |
| 23 aprilie 1962         | Kirilenko ales membru plin la plenara CC |
| 23 noiembrie 1962       | Efremov ales membru supleant la plenara CC |
| 13 decembrie 1963       | Șcerbițki eliberat din funcție la plenara CC ; Șelest ales membru supleant |
| 17 mai 1964             | Kuusinen moare |
| 14 octombrie 1964       | Hrușciov eliberat din funcție la plenara CC |
| 16 noiembrie 1964       | Kozlov eliberat din funcție la plenara CC ; Shelepin și Șelest ales membru plin, Demicev ales membru supleant |
| 26 martie 1965          | Mazurov ales membru plin la plenara CC , Ustinov ales membru supleant |
| 6 decembrie 1965        | Șcerbițki ales membru supleant din nou la plenara CC |
| 8 aprilie 1966          | Brejnev, Voronov, Kirilenko, Kosîghin, Mazurov, Pelșe, Podgornîi, Polianski, Suslov, Shelepin și Șelest aleși membri plini la plenara CC ; Grișin, Demicev, Kunaiev, Mașerov, Mjavanadze, Rașidov, Ustinov și Șcerbițki aleși membri supleanți |
| 21 iunie 1967           | Andropov ales membru supleant la plenara CC |
| 9 aprilie 1971          | Brejnev, Voronov, Grișin, Kirilenko, Kosîghin, Kulakov, Kunaiev, Mazurov, Pelșe, Podgornîi, Polianski, Suslov, Shelepin, Șelest și Șcerbițki aleși membri plini la plenara CC ; Andropov, Demicev, Mașerov, Mjavanadze, Rașidov și Ustinov aleși membri supleanți |
| 23 noiembrie 1971       | Solomentsev ales membru supleant la plenara CC |
| 19 mai 1972             | Ponomarev ales membru supleant la plenara CC |
| 18 decembrie 1972       | Mjavanadze eliberat din funcție la plenara CC |
| 27 aprilie 1973         | Voronov și Șelest eliberat din funcție la plenara CC ; Andropov, Greciko și și ales membri plini, Romanov membru supleant |
| 16 aprilie 1975         | Shelepin eliberat din funcție la plenara CC |
| 5 martie 1976           | Andropov, Brejnev, Greciko, Grișin, Gromîko, Kirilenko, Kosîghin, Kulakov, Kunaiev, Mazurov, Pelșe, Podgornîi, Romanov, Suslov, Ustinov și Șcerbițki aleși membri plini la plenara CC ; Aliiev, Demicev, Mașerov, Ponomarev, Rașidov și Solomentsev aleși membri supleanți |
| 26 aprilie 1976         | Greciko moare |
| 24 mai 1977             | Podgornîi eliberat din funcție la plenara CC |
| 3 octombrie 1977        | Kuznețov și Cernenko aleși membri supleanți la plenara CC |
| 17 iulie 1978           | Kulakov moare |
| 27 noiembrie 1978       | Mazurov eliberat din funcție la plenara CC ; Cernenko ales membru plin; Tihonov și Șevardnadze membri supleanți |
| 27 noiembrie 1979       | Tihonov ales membru plin la plenara CC ; Gorbaciov ales membru supleant |
| 4 octombrie 1980        | Mașerov moare într-un accident de mașină |
| 21 octombrie 1980       | Kosîghin eliberat din funcție la plenara CC ; Gorbaciov ales membru plin, Kiseliov membru supleant |
| 3 martie 1981           | Andropov, Brejnev, Gorbaciov, Grișin, Gromîko, Kirilenko, Kunaiev, Pelșe, Romanov, Suslov, Tihonov, Ustinov, Cernenko și Șcerbițki aleși membri plini la plenara CC ; Aliiev, Demicev, Kiseliov, Kuznețov, Ponomarev, Rașidov, Solomentsev și Șevardnadze aleși membri supleanți |
| 25 ianuarie 1982        | Suslov moare |
| 24 mai 1982             | Dolgih ales membru supleant la plenara CC |
| 10 noiembrie 1982       | Brejnev moare |
| 22 noiembrie 1982       | Kirilenko eliberat din funcție la plenara CC ; Aliiev ales membru plin |
| 11 ianuarie 1983        | Kiseliov moare |
| 29 mai 1983             | Pelșe moare |
| 15 iunie 1983           | Vorotnikov ales membru supleant la plenara CC |
| 31 octombrie 1983       | Rașidov se sinucide |
| 26 decembrie 1983       | Vorotnikov și Solomentsev aleși membri plini la plenara CC ; Cebrikov ales membru supleant |
| 9 februarie 1984        | Andropov moare |
| 20 decembrie 1984       | Ustinov moare |
| 10 martie 1985          | Cernenko moare |
| 23 aprilie 1985         | Ligacev, Rîjkov și Cebrikov aleși membri plini la plenara CC ; S.Sokolov ales membru supleant |
| 1 iulie 1985            | Romanov eliberat din funcție la plenara CC ; Șevardnadze ales membru plin |
| 15 octombrie 1985       | Tihonov eliberat din funcție la plenara CC ; Talîzin ales membru supleant |
| 18 februarie 1986       | Grișin eliberat din funcție la plenara CC ; Elțîn ales membru supleant |
| 6 martie 1986           | Aliiev, Vorotnikov, Gorbaciov, Gromîko, Zaikov, Kunaiev, Ligacev, Rîjkov, Solomentsev, Cebrikov, Șevardnadze, Șcerbițki aleși membri plini la plenara CC ; Demicev, Dolgikh, Elțîn, Sliunkov, S.Sokolov, Soloviov și Talîzin aleși membri supleanți |
| 28 ianuarie 1987        | Kunaiev eliberat din funcție la plenara CC ; Iakovlev ales membru supleant |
| 26 iunie 1987           | S.Sokolov eliberat din funcție la plenara CC ; Sliunkov, Iakovlev și Nikonov ales membru plin, Iazov ales membru supleant |
| 21 octombrie 1987       | Aliiev eliberat din funcție la plenara CC |
| 14 februarie 1988       | Elțîn eliberat din funcție la plenara CC ; Masliukov și Razumovski aleși membri supleanți |
| 30 septembrie 1988      | Gromîko, Solomentsev, Demicev și Dolgih eliberat din funcție la plenara CC ; Medvedev ales membru plin, Biriukova, Vlasov și Lukianov aleși membri supleanți |
| 20 septembrie 1989      | Nikonov, Cebrikov, Șcerbițki , Soloviov și Talîzin eliberat din funcție la plenara CC ; Krucikov și Masliukov ales membru plin, Primakov și Pugo membri supleanți |
| 9 decembrie 1989        | Ivașko ales membru plin la plenara CC |
| 14 iulie 1990           | Burokyavichus, Gumbaridze, Gorbaciov, Gurenko, Dzasokhov, Ivașko, Karimov, Lucinski, Masaliiev, Mahkamov, Movsisian, Mutalibov, Nazarbaiev, Niazov, Polozkov, Prokofiev, Rubiks, Semionova, Sillari, Ye. Sokolov, Stroiev, Frolov, Șenin și Ianaev aleși membri ai Politbiuro la plenara CC |
| 11 decembrie 1990       | Ye. Sokolov și Movsisian eliberat din funcție la plenara CC ; Malofeiev și Pogosian aleși membri |
| 31 ianuarie 1991        | Gumbaridze și Ianaev eliberați din funcție la plenara reunită a CC și a Comisiei Centrale de Control; Annus ales membru |
| 25 aprilie 1991         | Masaliiev eliberat din funcție la plenara reunită a CC și a Comisiei Centrale de Control; Amanbaiev, Grigore Eremei și Surkov aleși membri |
| 26 iulie 1991           | Pogosian eliberat din funcție la plenara CC |
| 24 august 1991          | După eșecul loviturii de stat din august Elțîn a interzis PCUS |